# Acachie de la Bistrița
Acachie de la Bistrița – ieromonah. Menționat în documente la 1541 ca nevoitor la Mănăstirea Bistrița (județul Neamț).